# Český historický román
Historický román je příběh, jehož děj se odehrává v minulosti, kterou autor sám nezažil. V českém prostředí měl historický román nejvýznamnější úlohu v době emancipace českého národa, tj. během 19. století. Paralelně s esteticky náročnější variantou se od počátku rozvíjela i populární, zábavná varianta, přičemž hranice je obtížné určit. 

## Romanticko-sentimentální počátky
Za první český historický román je považována Záře nad pohanstvem Josefa Lindy (1818), jinak však v 1. polovině 19. století českou historickou prózu představují hlavně sentimentální povídky a novely  J. K. Tyla (Rozina Ruthardova, Dekret kutnohorský), Jana z Hvězdy (Jarohněv z Hrádku, Mastičkář) nebo V.K. Klicpery (Točník, Král Jan Slepý). Historické téma má i povídka Křivoklad K.H. Máchy. Obdobný charakter, tj. milostné a dobrodružné zápletky a vlastenecké vyznění, mají i povídky a romány Prokopa Chocholouška, německy píšícího pražského rodáka Karla Herloše, později též Josefa Svátka.

## Zlatý věk
Největšího rozvoje dosáhl historický román v díle Aloise Jiráska, Václava Beneše Třebízského a Zikmunda Wintera ve 2. polovině 19. a počátkem 20. století. Romány usilují o historickou věrnost v popisu prostředí i událostí, cílem je umělecká výpověď o člověku uprostřed dějin. V románech i povídkách se tito autoři zaměřují se zejména na klíčová období českých dějin.

## Období 1918-1950
V období první republiky nepatřilo historické téma mezi preferované a vzniklo jen málo hodnotných děl: za zmínku stojí Bloudění Jaroslava Durycha nebo Markéta Lazarová Vladislava Vančury. Rozvíjel se spíše komerční proud, představovaný romány F. J. Čečetky, J. F. Karase a Čeňka Kramoliše. Za okupace představoval historický román pro autory i čtenáře únik z neradostné současnosti. K historické tematice se v té době obrátili Ivan Olbracht (Dobyvatel), Karel Nový (Rytíři a lapkové), František Kubka (Karlštejnské vigilie), Jiří Mařánek (Rožmberská trilogie), M.V. Kratochvíl nebo Pavel Nauman. Hlavním tématem je vztah jedince a společnosti.

## 50.-80. léta 20. století
V 50. letech se v souladu s tehdejší politickou situací stal hlavním tématem boj za sociální spravedlnost  a pokud jde o vztah k historickým faktům, charakteristickým rysem je výrazný dokumentarismus. Vznikají románové kroniky, převládá zaměření na domácí dějiny (Václav Kaplický, F. Kubka) . Této tendenci se vymykají např. romány Jarmily Loukotkové nebo Srpnovští páni Vladimíra Neffa. Od konce 50. let a zejména v 60. letech se do popředí dostává tematika střetu politické moci a humanistické morálky, zpochybnění zákonitostí dějinného pokroku, výrazný je aktualizační aspekt, demytizace dějin  (V. Kaplického Kladivo na čarodějnice, romány J.Šotoly, V. Körnera, O. Daňka).  Téma hledání identity člověka v soukolí dějin zůstalo i v historickém románu 70. a 80. let  (např. v románu V. Körnera Lékař umírajícího času nebo  u Jana Žáčka). Zvláštní místo zaujímají fiktivní Paměti českého krále Jiříka z Poděbrad Václava Erbena nebo postmoderní románová trilogie Vladimíra Neffa. Čtenářskou oblibu si v té době získávaly romány Ludmily Vaňkové.

## Nejnovější vývoj
Od 90. let 20. století do oblasti historické prózy vstoupila řada nových autorů, popularitu si získaly další typologické varianty historického románu, jako historická detektivka, historická science fiction nebo fantasy. Velká část současné produkce spadá do populárního proudu. K nejvíce vydávaným českým autorům patří kromě Ludmily Vaňkové Vlastimil Vondruška, Jan Bauer a Hana Whitton.